# HAPPY END (アルバム)
『HAPPY END』（ハッピィ・エンド）は、1973年2月25日に発売されたはっぴいえんど通算3作目のスタジオ・アルバム。

## 解説
本作について後に大瀧詠一が語るところによれば、ファースト・ソロ・アルバム『大瀧詠一』のレコーディングのためのリハーサルの最中にスタジオを訪れた高田渡が三浦光紀からアメリカに遊びに行くことを誘われたとの旨を伝え、大瀧も同行しないかと話を持ちかけたのがそもそもの発端だったという。大瀧ははっぴいえんどの残る3人に誘いをかけた。そこへ、アメリカに行くならアルバムをレコーディングしないかという話が三浦から持ちかけられた。三浦は、すでに解散を決めていたはっぴいえんどの最後のアルバムを実現するには、アメリカでのレコーディングしかないと考えていた。アメリカの主要なレコーディング・スタジオにすでに設置されていた16トラックのレコーディング機材に接することでそのノウハウを知り、アメリカのスタジオでのレコーディングを体験することが三浦自身のみならずメンバーにも何らかの収穫をもたらすに違いないという思いも理由の一つだった。大瀧、細野晴臣、鈴木茂はアメリカに赴くことに興味を示し、レコーディングすることにも同意したが、松本隆だけは解散の決まったグループのレコーディングに当初は抵抗した。結局、ドラムスに専念することと鈴木の作品以外には歌詞を提供しないという条件付きで、他の3人の意向に沿って了承した。しかし、現地に到着したところ、大瀧はソロ作の制作直後ということもあり、作品を用意出来ずにいた。その事実を打ち明けられた松本はマネージャーだった石浦信三に連絡を取り、国際電話で歌詞を聞き取らせ、大瀧に提供することになった。
1972年10月4日、はっぴいえんどのメンバー4人とベルウッド・レコードの三浦ほか5名のスタッフは羽田を発ち、ハリウッドに到着。翌6日にはレコーディング・スタジオのサンセット・サウンド・レコーダーズに入った。レコーディングの途中にはビーチ・ボーイズ『ペット・サウンズ』も同じスタジオでレコーディングされたことがわかり、さらにグループ結成の発端となったバッファロー・スプリングフィールド『アゲイン』もレコーディングしたスタジオだったことも後に判明した。「ブルーバード」をきっかけにスタートしたはっぴいえんどが、同作がレコーディングされたスタジオで最後のアルバムをレコーディングするという事実に大瀧は、バッファロー・スプリングフィールドとの浅からぬ因縁を思ったという。現地に到着した時はそれなりに明るさを振りまいていたメンバーもスタジオ入りした途端、寡黙になり交わす言葉も減った。もとよりメンバーのいずれもが無表情な上にギクシャクとした雰囲気が漂うものだったという。そうした様子が、エンジニアを務めたウェイン・デイリーには異様な光景に見えたらしく、ウェインは「まず笑え、笑わなかったら俺は降りる」と、メンバーに笑うことを何度も要求したという。とは言え、自らが演奏し、耳にした楽器の鳴りや音の響きは、乾燥した空気や電圧など、土壌や生活環境の差異を強く感じさせるもので、日本での体験とは明らかに異なり、メンバーを高揚させたという。そうした要因が演奏やサウンド展開に大いに反映されることになった。「非常にもう醒めた状態でも、とにかくアメリカで楽しみたいんだっていうのが半分くらいあった」という鈴木が先導する形で、やがてレコーディングは次第に順調に進み始めた。ベーシック・トラックを録り終えるのと前後してカービー・ジョンソンを中心とするブラス・セクションと、リトル・フィートのローウェル・ジョージとビル・ペインが参加。さらに現地コーディネーターのキャシー・カイザーとのつながりからヴァン・ダイク・パークスが突然スタジオに現れ、はっぴいえんどと「さよならアメリカ さよならニッポン」を共作する。ダビングや歌入れの際、歌の意味を伝えるために歌詞の英訳が用意されていたが、原詞の細かなニュアンスまで十分に伝わるまでに至らず、言語の壁が立ちはだかるという現実にぶつかるといったこともあったという。すべてのレコーディングを終えた後、ミックス・ダウンはエンジニアのウェイン・デイリーに任せ、サンフランシスコに移動。当地の日系人向けテレビ局KEMOのテレビ番組に出演し、10月25日帰国した。
後に大瀧は、「さよならアメリカ さよならニッポン」のレコーディングを踏まえ、「アメリカ行って、ヴァン・ダイク・パークスはさ、僕らのレコーディングをブラッと見にきたのね。僕が2ビートのカントリーっぽい曲を弾いていたら“Oh I like it! I like this song”とか言って急に独演会が始まった。真珠湾がどうしたとか、いろんな事を言いながらさ、酔っ払って。で、ドラムのパターンを作り始めた。でもね、彼のやっていることは形は違っても、あくまでポップスなのね。だって、ヴァン・ダイク・パークスはブライアン・ウィルソンがやってる現場を見ているわけだし、ブライアンはフィル・スペクターを、スペクターはリーバー&ストーラーを見てきたんだよ。ここで、僕の聴いてきた音楽が全部つながったの、一線に。確信したんだよ。これまでの蓄積だったら、僕も負けないからね。自信を深めちゃったよ。で、帰りにハワイに寄った時に細野と同じ部屋で“今まで聞いてきたバッファローや60'sポップスやそれらが全部一線でつながったよ”って言ったら“それは大切な事だ”って言われて。だから、音楽の旅という意味では、もう来る事ないなあって思った。事実これ以降、行っていない。海外録音は必要ないと、この時に決めたんだ。帰ってきてから、スタジオ持たないといけないなと強く感じた」と振り返っている。1972年12月に実質的活動を終えていたバンドにとってラスト・アルバムとなった本作は、メンバーそれぞれの方向性が明確になったオムニバス・アルバムの趣を持った作品となった。B-4「外はいい天気」は後年、日本生命のCMに使用された。

## アートワーク
アルバムの帯には以下のキャッチコピーが記載されている。
アルバム・ジャケットは“WORK SHOP MU!!”が担当したが、ベルウッドからシングル・ジャケットとの指定があったため、シンプルなジャケットにしようと決まったという。初めに写真はどうするかという話が出たが、この時点で既に実質的に解散していたメンバーの精神状態を考えると、全員揃っての撮影には問題があると思われることと、前作『風街ろまん』での撮影時に未使用のロケ写真が多くあること、さらに前回の写真のセレクトに不満があったことなどから、新たな撮影は見送られた。表ジャケットの抱き合う男女の写真は1947年のアメリカの家庭雑誌『グッド・ハウス・キーピング』掲載の広告からの引用で、40～50年代ハリウッド映画のラスト・シーンを連想させる、ラスト・アルバムを意識したもの。レコード中袋の写真は、写真家の野上眞宏がプラスチック製のレンズがついたブローニーサイズのカメラ“フジペット”で撮影したもので、メンバーの背景に写っているのは“MU!!”が借りていたハウス。後に野上は、写真には満足しているが『風街ろまん』の時の撮影だったので、メンバーの髪型やファッションが3枚目の時点とは合っていないため、写真家としては無理をしてでも新たに撮影しておくべきだったと後悔したという。

## 収録曲

### SIDE 1
1. 風来坊  –  (3:30)
  - 作詞・作曲：細野晴臣
  - この頃、細野は作曲がギターからピアノに移っていて、この曲はピアノで作った覚えがあるという。また、歌詞は細野が小さい頃から聴いてたというディズニー映画シリーズ『シリー・シンフォニー』に登場するスウィング版の「三匹の子豚」が元になっている。後に細野は「ソラミミで“風俗低俗風来坊”って聴こえるんですよ。そのニュアンスで作っちゃった、いい加減に」[book 1]と答えている。また、語呂合わせの多い歌詞については「できた当時は非難されて、言葉の遊びすぎとかって。はっぴいえんどには、松本隆という大御所になっちゃった人がいてね、彼と一緒にいるのはつらいんですよね。詞を書くと、比較されちゃうから。比較にならないような詞を書くほかなかった。責任ないやと思って。いい加減にやれという気持で、わりと気軽に作っていたんです」[book 6]と話している。1975年、細野プロデュースによる小坂忠のアルバム『HORO』[注釈 6]にて「ふうらい坊」のタイトルでカバーされたほか、1998年には同じく細野プロデュースによる森高千里のアルバム『今年の夏はモア・ベター』[注釈 7]にて、森高とのデュエットでカバーされた。
2. 氷雨月のスケッチ  –  (3:05)
  - 作詞：松本隆 作曲：鈴木茂
  - リード・ボーカルは鈴木だが、サビ部分は大瀧の歌唱。鈴木によれば、ラスカルズの「アイシー・ウォーター」でギターを弾いているバジー・フェイトンを意識して作った曲。現地で購入したエフェクター“ユニヴァイヴ”を使って、マイナーなジミ・ヘンドリックス風に演奏したという[book 7]。1973年9月21日、文京公会堂にて行われたラスト・ライヴ“CITY -LAST TIME AROUND-”でキーを半音上げて演奏され、ライブ・アルバム『ライブ!! はっぴいえんど』[注釈 8]にも収録された。この曲も「風来坊」と同じく、小坂の『HORO』[注釈 6]にてカバーされた。
3. 明日あたりはきっと春  –  (4:00)
  - 作詞：松本隆 作曲：鈴木茂
  - 鈴木によれば、スタジオでこの曲を聴いた大瀧から、出だしのメロディがバート・バカラック「アルフィー」に似てないかと言い出し、盗作疑惑がかけられたという。鈴木は全くそんなつもりはなくて憤慨したが、大瀧はずいぶん食い下がってきた。すると細野が「なに言ってんだよ。ロック野郎の茂がバカラックの曲なんて知ってるわけないだろう」と間に入ったものの、大瀧はその後も「そんなメロディが自然に出来たら、天才だよ」と言っていたという[book 7]。
4. 無風状態  –  (3:16)
  - 作詞・作曲：細野晴臣 ※“オウム” inspiration by 松本隆
  - 主人公が西に向かって航海する歌詞について、細野は「もう解散しようという気持が決まってて、アメリカ旅行だというんで、無理やりレコーディングしたような状態でできたレコードなんで、わりとクールだったんですね。お互いの関係もいっときほど親密じゃなくて、例えば松本の家に入りびたったりとかあんまりしなくなっている時代で、音楽がどんどんプライベートになりつつあった。『無風状態』というのは、そんなバンドのことを考えながら作った。わりと状況論的な比喩だったんです。はっぴいえんどで自分たちが何やってるのかわからなくなってきて、それで突然、船を降りちゃうんですけどね。“奴はエイハヴ 気取って 海をひとかき”という詞があって、それは自分のことだったんですよ。自分をシニカルに見ているとそういうふうに見えたんです。ところが大瀧詠一は“あれは自分のことだろう”というんです。自分って大瀧君のことです。“僕を責めているんじゃないか”と、彼は非常に傷ついて、詞を使って攻撃されていると思って、非常に落ち込んでいたんです。それを、野音の帰りか何かにいわれて、ええっ? と思ったことがある。ああ、そうか。それほど彼は繊細になっているのかと思って」「いや、違うよといっただけなんだけど。これはナゾにしといたほうがいいかなとかって」[book 6]と答えている。また、歌詞の中に出てくるオウムは松本のインスピレーションとあるが、細野は「何だったんだろうなあ。何かあったんでしょうね、忘れちゃった。たいして重要なことじゃないことを書いちゃったんだと思う」[book 6]という。

### SIDE 2
1. さよなら通り3番地  –  (3:14)
  - 作詞：松本隆 作曲：鈴木茂
  - 鈴木がザ・バンドの雰囲気だという曲。リトル・フィートのローウェル・ジョージとビル・ペインが参加している[book 7]。
2. 相合傘  –  (3:05)
  - 作詞・作曲：細野晴臣
  - この曲は本来、細野自身がソロ・アルバムのために用意していた作品。ファンキーなリズムを重視した作品であり、歌詞も日本情緒を感じさせる言葉の中からリズム感を吟味して選んだという[book 1]。その理由を細野は「意図的ですね、それは。言葉を探していたというのもありますけど。日本語は捜さないとリズム感が得られないんですよ。思いつきだけではなかなかできなくて。わりと観念的にいじくりまわさないとさまにならないとこがありますね。松本隆はリズムを無視してやっていて、そこがまた面白かったことは面白かったんですね。“ベンケイがな、ぎなたを…”みたいな世界を詞にもってきて。でも大瀧とか僕は、根っからリズム好きな人間で、言葉のリズム感を非常に気にしていた。例えば大瀧は『颱風』という、シャウトできる言葉を見つけてきたり。僕は軽やかなミニマルな言葉を捜そう捜そうとしていた時期で」と話している。歌詞に“道行き”という言葉が出てくることには「日本人なら当時は誰でも知っているような言葉だったんですよ。探し出すといってもね、そんなに苦労しないで出てくる言葉で。はっぴいえんどのときから、松本隆も『花いちもんめ』とか、『春らんまん』という曲で、わりとそういう世界をやっていたと思います。それの受け売りというか、借りちゃったという感じ。つねに音楽ばっかり考えていて、詞はその音楽を生かすための手段だと考えていたんですけど、詞をのっけると、どうしても詞が全体を支配していくということにも気がついていたというか、困っていた時代ですよね。例えば大瀧も僕も、曲を作るときは英語で、誰かの英語の詩を拝借して作る場合もあるんです。ざっとしたスケッチを作って、さて、それを日本語に置き換えていくというときに、リズムで言葉を選んだりするんですよ。何が出てくるかは、そのときのコンディションによるわけで、そのときに何に集中していたかとか、どんなことを考えていたかということでインスピレーションが出てくるわけですけど」[book 6]と答えている。
3. 田舎道  –  (2:36)
  - 作詞：松本隆 作曲：大瀧詠一
  - この曲のボーカル・レコーディングのとき、エンジニアのウェイン・デイリーから「お前の声はデイヴ・メイソンに似てるなあ」と言われたが、この時、目の前に日本製のマイクロフォンであるSONY C-38がぶら下がっていることが不思議だったという。通常、スタジオのボーカル・マイクはドイツ系のマイクロフォンで、『はっぴいえんど』[注釈 9]でも『風街ろまん』[注釈 4]でも使用マイクロフォンはノイマンだった。ところが本場アメリカに出かけて出会ったのがテレビ番組『笑点』でお馴染みのソニー・マイクだった。しかし、ウェインは「サンセット・サウンド・スタジオはメジャーな会社ではないので、ドイツ系のマイクは高くて買えないんだ。この日本製、結構いい音で録音できるんだよ」と語っていたというが、このマイクが自分に合うことがわかり、大瀧にとって最高の相性なのだという。以降、『A LONG VACATION』[注釈 10]も「幸せな結末」[注釈 11]も、ボーカル・レコーディングにはずっとSONY C-38が使われた[book 8]。
4. 外はいい天気  –  (2:17)
  - 作詞：松本隆 作曲：大瀧詠一
  - リンダ・スコット「星に語れば」がヒントになったという曲[book 9]。元の詞は2行長かったのでここでは短縮されている。大瀧のソロ活動のステージで、この曲は良く歌われたが、そこでは全長版だった[book 10]。大瀧が1978年に再レコーディング、ベスト・アルバム『DEBUT』[注釈 12]に「外はいい天気だよ '78」のタイトルで収録されたが、そこではそれが聴ける。この歌唱を小林克也は“坂本九っぽい”と指摘。それがヒントとなり『NIAGARA CALENDAR』[注釈 13]の「お正月」を歌う歌手名を“坂本八”としたという[book 10]。
5. さよならアメリカ さよならニッポン  –  (4:35)
  - 作詞：はっぴいえんど 作曲：はっぴいえんど, VAN DYKE PARKS
  - 後に大瀧は「曲がなくなり、コード進行だけを決めて2拍子でやっていたところにヴァン・ダイクがやってきて、リズム・アレンジをはじめてあれよあれよという間にあの曲になった」と語る。出来上がった作品を前に待機するメンバーの前で松本は即座に表題になった歌詞を書き上げた[book 1]。松本は「ヴァン・ダイク・パークスが単純な繰り返しのワン・フレーズを考えてくれと言ったの。で、みんな卓の前にずらっと並んで待ってるから、瞬間芸で何十秒かで考えた。でもそれが深かったね。後の生き方をすごい変えた」[book 11]と話す。さらに「向こうである若いミュージシャンに君たちは日本から僕たちの仕事を取りに来るのかと言われたことがあってね。その一言で、僕はすごくアメリカに幻滅を感じた。それまで憧れてた風船がヒュンとしぼんで、それが『さよならアメリカ さよならニッポン』になった」[book 11]という。この曲はアルバムと同日、「無風状態」とのカップリングでシングル・カットされた[注釈 14]。
  - 2021年11月12日公開の細野のライブドキュメンタリー映画『SAYONARA AMERICA』のテーマ曲に使用。それに伴い、細野が新たに録り下ろし、同年11月3日に「Sayonara America, Sayonara Nippon」のタイトルでデジタル配信リリース[web 1][web 2]。

## クレジット
| はっぴいえんど                     |
| 細野晴臣（E･B、Mand、A･G、Pf）     |
| 大瀧詠一（A･G）                    |
| 松本隆（Dr、Per）                  |
| 鈴木茂（E･G、A･G）                 |
|                                    |
| KIRBY JOHNSON（Brass Arr）1、2、3  |
| VAN DYKE PARKS（Or、Pf）           |
| TOM SCOTT（A･Sax、T･Sax）          |
| BILLY PAYNE（Pf）                  |
| DAVE DUKE（F･Horn）                |
| SLYDE HYDE（T･B）                  |
| CHUCK FINDLY（T･P）                |
| LOWELL GEORGE（Slide･G）           |
| DESIGN & LAYOUT BY WORK' SHOP MU!! |
| PHOTO BY MASAHIRO NOGAMI           |

## Bellwood 40th Anniversary Collection

### 解説
2012年、ベルウッド・レコードの元プロデューサー三浦光紀総監修のもと、“Bellwood 40th Anniversary Collection”として通常のプラケース仕様（全40タイトル）にてリイシュー。併せて、“Bellwood 40th Anniversary Collection 40周年特別企画 紙ジャケコレクション”（全11タイトル）としても、HRカッティングによる完全限定プレス盤にてリリースされた。

### 収録曲
1. 風来坊  –  (3:34)[web 3][web 4]
2. 氷雨月のスケッチ  –  (3:08)[web 3][web 4]
3. 明日あたりはきっと春  –  (4:03)[web 3][web 4]
4. 無風状態  –  (3:20)[web 3][web 4]
5. さよなら通り3番地  –  (3:16)[web 3][web 4]
6. 相合傘  –  (3:07)[web 3][web 4]
7. 田舎道  –  (2:40)[web 3][web 4]
8. 外はいい天気  –  (2:20)[web 3][web 4]
9. さよならアメリカ さよならニッポン  –  (4:43)[web 3][web 4]

### クレジット
| リイシュー・スタッフ                                                      |
| 総監修：三浦光紀 / 補監修：小倉エージ / 新規解説編集：山田順一            |
| リマスタリング・エンジニア：田中浩路（JVC Mastering Center）              |
| リプロダクト・デザイン：アプローチ / デザイン・コーディネーター：山下淳一 |
| A&R：宮田克己、本田丈和                                                   |
| 解説：小倉エージ                                                          |

## レコーディング・データ
- 10月4日  –  大瀧詠一、ソロ・アルバム『大瀧詠一』[注釈 1]カッティング立会い。その後、ベルウッド・レコードの会員制集会“新譜を聴く会”に出席（14:00）。終了後タクシーで羽田空港に向かう。細野晴臣、大瀧、鈴木茂、松本隆の他、三浦光紀、コーディネイターの山本隆士（雑誌『ヤングギター』編集長）、上村律夫（風都市スタッフ）らスタッフ5名が羽田に集合（19:00）。ロサンゼルスに出発（21:40）。大瀧はアメリカでもカッティングを行うため、完成間もないアルバムのマスター・テープとそのコピーを持参した。
- 10月5日  –  ハワイにて機内泊。
- 10月6日  –  ロサンゼルス着。滞在用に借りたハリウッドのアパートに移動。その後、サンセット・サウンド・レコーダーズにてスタッフを含む全員でミーティング。細野と鈴木は曲を用意してきたが、ソロ・アルバムで曲を出し切った大瀧はまったく曲が用意できていなかった。この時、エンジニアのウェイン・デイリーとスタジオで初めて会う。レコーディング開始、<さよなら通り3番地>、<明日あたりはきっと春>のレコーディング（サンセット・サウンド・レコーダーズ（2スタ）、10:00-18:00）。以後、レコーディング自体は朝9時起床、10時スタジオ入り。昼食をはさんで、18時終了というスケジュールで進行。
- 10月7日  –  <風来坊>、<田舎道>レコーディング（サンセット・サウンド・レコーダーズ（2スタ）、10:00-18:00）。夜、キングストン・トリオの元メンバー、ジョン・ステュアートのステージを観覧。山本隆士が同行（ジ・オージズ）。
- 10月9日  –  <氷雨月のスケッチ>レコーディング（サンセット・サウンド・レコーダーズ（2スタ）、10:00-18:00）。ブラス・アレンジのカービー・ジョンソンを紹介される。
- 10月10日  –  <さよなら通り3番地>、<明日あたりはきっと春>、<風来坊>、<田舎道>について、ブラス・セクションを中心に、現地ミュージシャンによるダビングを集中的に実施（サンセット・サウンド・レコーダーズ（2スタ）、10:00-18:00）。夜、メンバー全員で1回目のトルバドールでバドーフ&ロドニー、ジョン・プラインを観覧。
- 10月12日  –  <外はいい天気>、<田舎道>のリズム・セクションのレコーディング（サンセット・サウンド・レコーダーズ（2スタ））。
- 10月13日  –  <氷雨月のスケッチ>アコースティック・ギターのダビングなど（サンセット・サウンド・レコーダーズ（2スタ）、10:00-18:00）。
- 10月14日  –  <無風状態>、<相合傘>レコーディング。細野のボーカル・ダビングまで行う（サンセット・サウンド・レコーダーズ（2スタ）、10:00-18:00）。
- 10月15日  –  メンバー全員でアナハイムのディズニーランドへ行く。山本隆士が同行。
- 10月16日  –  主に大瀧曲のダビング（サンセット・サウンド・レコーダーズ（2スタ）、10:00-18:00）。レコーディングの合間、昼休みを利用してメンバー全員でポコの事務所を訪問。リッチー・フューレイらと会う。当初はレコーディングを見に来る予定だったポコのメンバーから電話が来て、見に行けなくなったので事務所に来てくれないかと言われたため。山本隆士が同行し、この会見の模様は後に雑誌『ヤングギター』1973年1月号に掲載された。
- 10月17日  –  <さよならアメリカ さよならニッポン>レコーディング（サンセット・サウンド・レコーダーズ（2スタ））。ヴァン・ダイク・パークスがレコーディングに参加。
- 10月18日  –  ボーカル・ダビング（サンセット・サウンド・レコーダーズ（2スタ））。夜、メンバー全員で2度目のトルバドールでジョニー・リヴァースを観覧。
- 10月19日  –  レコーディング最終日。ローウェル・ジョージのスライド・ギターとビル・ペインのピアノのダビング（サンセット・サウンド・レコーダーズ（2スタ））。ローウェル・ジョージが若い頃に京都に来ていたという話から今夜、セッションを見学しないかと誘われ、アルバム『ディキシー・チキン』収録曲<トゥー・トレインズ>と<ディキシー・チキン>をレコーディング中だったリトル・フィートを見学[注釈 15]。
- 10月20日  –  サンフランシスコへ移動。
- 10月21日  –  ルーファス・トーマス、ドラマティックス、シャイライツが出演するR&Bショーを観覧（バークレー）。
- 10月22日  –  サンフランシスコの日系人向けテレビ局KEMO（チャンネル20）の番組に出演（16:00-19:30）。大滝曰く、“サンフランシスコならカントリー・ミュージックを”との理由で<田舎道>を演奏。この時の映像は三浦が1インチ・テープで保管しているという。
- 10月23日  –  ホノルルに移動。
- 10月25日  –  メンバー帰国。アルバム『HAPPY END』マスタリング（サンセット・サウンド・レコーダーズ）。マスタリング作業にはレコーディング終了後、そのまま現地に残ったスタッフが立ち会った。